# Circuito Nacional de Firmes Especiales
 (avril 2010).
Si vous disposez d'ouvrages ou d'articles de référence ou si vous connaissez des sites web de qualité traitant du thème abordé ici, merci de compléter l'article en donnant les références utiles à sa vérifiabilité et en les liant à la section « Notes et références ».
Le réseau de routes Circuito Nacional de Firmes Especiales (littéralement en français : "circuit national de chaussées/revêtements spéciales/spéciaux") était un programme d'amélioration et de classement des principaux axes routiers en Espagne, promulgué par décret royal le 9 février 1926 puis abrogé en 1939.

## Objectif

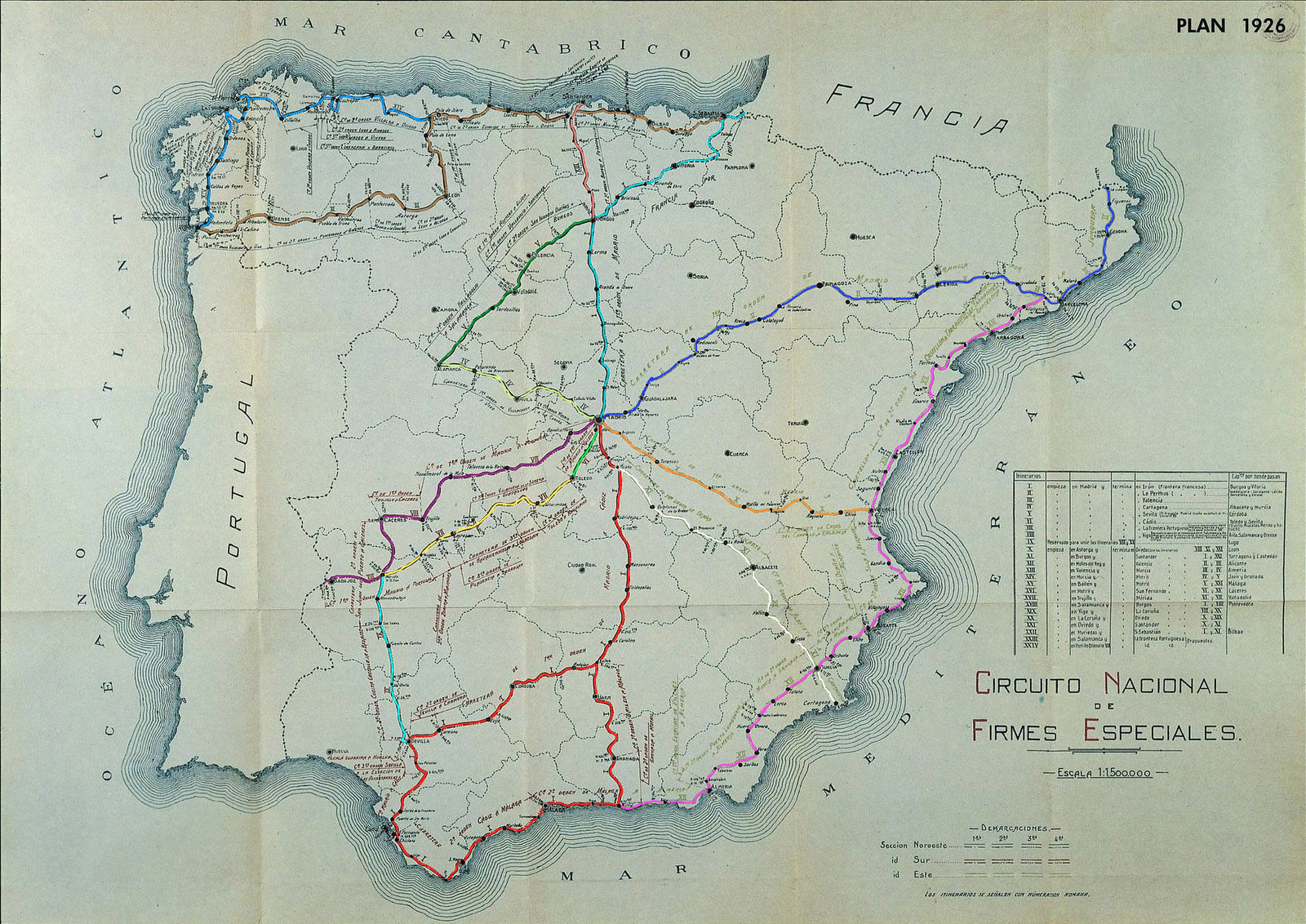
Carte routière présentant le projet initial du Circuito Nacional de Firmes Especiales (1926).

Durant le passage de la traction animale à la propulsion mécanique, il devenait nécessaire d'adapter en premier lieu les principales routes partant de la capitale ainsi que celles longeant les zones à potentiel touristique, afin de favoriser les échanges par voie terrestre au sein du territoire espagnol puis à l'échelle internationale.
Outre le pavement et la mise aux normes du revêtement des chaussées, de nombreuses rectifications de dénivellements et de virages dangereux ont été opérées, certaines portions de routes comprises dans le programme ont fait l'objet d'un premier élargissement. Il a été décidé de traiter 4000 kilomètres de routes en 5 ans, pour un budget de 637 millions de pesetas.
Un classement de ces routes a été expérimenté afin d'apporter une aide supplémentaire aux automobilistes, en complément des destinations déjà affichées sur la signalisation existante ainsi que sur les diverses éditions cartographiques. Chacune de ces routes s'est vue doter d'une numérotation par chiffres romains. Les liaisons radiales (partant généralement de Madrid...) comportaient un seul chiffre compris entre I et XIII, une combinaison de deux chiffres (par exemple XII-XIII...) était attribuée à une relation exclusivement périphérique.
Aucune numérotation n'existait alors pour les routes et chemins exclus de ce programme.
Néanmoins, ce programme a connu en 1939 une fin prématurée en raison des hostilités de la guerre civile d'Espagne.

## Succession
Le Plan Peña a repris dès 1939 les principes concernant la mise en état des routes, mais prévoyait en sus un nouveau système de classement de toutes les routes. Il faut cependant attendre le début des années 1950 pour que cette numérotation soit appliquée et identifiable sur les supports d'information publics tels que la signalisation routière et la cartographie.

## Inventaire du réseau routier CNFE
| N° de route | Destinations                                                                                            | Equivalence             | Distance |
| ----------- | --- | ----------------------- | -------- |
| I           | Madrid - Burgos - San Sebastian - Irun - France                                                         | N-I                     |          |
| II          | Burgos - Santander                                                                                      | N-623                   |          |
| III         | Madrid - Valladolid - Oviedo                                                                            | N-VI N-601 N-630        |          |
| IV          | La Corogne - Benavente - Salamanque - Avila - Villacastin                                               | N-VI N-630 N-501 N-110  |          |
| V           | Vigo - Ponferrada                                                                                       | N-120 (en partie)       |          |
| VI          | Salamanque - Vitigudino - Portugal                                                                      |                         |          |
| VII         | Madrid - Talavera de la Reina - Trujillo - Mérida - Badajoz - Portugal                                  | N-V                     |          |
| VIII        | Madrid - Tolède - Navahermosa - Puerto de San Vicente - Miajadas                                        |                         |          |
| IX          | Madrid - Aranjuez - Ocaña - Bailén - Cordoue - Ecija - Séville - Cadix                                  | N-IV                    |          |
| X           | Bailén - Jaén - Grenade - Motril                                                                        | N-323                   |          |
| XI          | Ocaña - Albacete - Murcie - Carthagène                                                                  | N-301                   |          |
| XII         | Madrid - Requena - Valence                                                                              | N-III                   |          |
| XIII        | Madrid - Guadalajara - Saragosse - Lérida - Barcelone - La Jonquera - France                            | N-II                    |          |
| I - II      | San Sebastian - Bilbao - Santander                                                                      | N-634                   |          |
| I - IV      | Burgos - Valladolid - Salamanque                                                                        | N-620                   |          |
| II - IV     | Santander - Llanes - Oviedo - Villalba - Ferrol - Betanzos                                              | N-634 N-640             |          |
| III - IV    | Astorga - León                                                                                          | N-120 (en partie)       |          |
| IV - V      | La Corogne - Saint-Jacques-de-Compostelle - Pontevedra - Vigo - Tuy - Portugal                          | N-550                   |          |
| VII - IX    | Trujillo - Caceres - Mérida - Séville                                                                   | N-521 N-630 (en partie) |          |
| IX - X      | Cadix - Algésiras - La Linea de la Concepcion - Marbella - Malaga - Motril                              | N-340 (en partie)       |          |
| X - XI      | Motril - Almeria - Puerto Lumbreras - Murcie                                                            | N-340 (en partie)       |          |
| XI - XII    | Murcie - Elche - Alicante - Benidorm - Valence                                                          | N-332 N-340 (en partie) |          |
| XII - XIII  | Valence - Castellón de la Plana - Vinaròs - Ulldecona - Tortosa - Tarragone - Castelldefels - Barcelone | N-340 (en partie)       |          |